# Вивірка телеутка
Вивірка телеутка, або білка сибірська (Sciurus vulgaris exalbidus) — алтайсько-сибірська форма (підвид)  вивірки лісової, гризунів з роду Вивірка (Sciurus) родини Вивіркові (Sciuridae), акліматизований в середині 20 ст. у низці районів півдня Східної Європи (Луганщина, Крим, Ростовська обл. РФ та ін.). Вважається одним з найкращих кряжів вивірок, що вирізняється дещо більшими розмірами і сірим (шиншиловим) зимовим забарвленням хутра.

## Систематика
Найпоширенішим позначенням цієї форми вивірок є триномен Sciurus vulgaris exalbidus.
Найчастіше у зоологічних оглядах до групи «телеутка» відносять 2-4 підвиди вивірки лісової з усього простору поширення вивірок від Алтаю до Західного Сибіру.
Ця форма вивірок описана 1778 року відомим дослідником Петром Паласом.

## Морфологія. Колір
Телеутка — один з найбільших за розмірами тіла підвидів вивірки звичайної.
Довжина тіла — до 30 см, хвоста — до 40 см.
Його особливістю (окрім великих розмірів) є густе хутро, яке в зимовому варіанті має дуже світлий колір. Зимовий варіант забарвлення звичайно має сріблясто-сірий тон, з сіруватими брижами (хвилясте «шиншилового» типу забарвлення). Вуха телеуток в зимовому вбранні залишаються рудими.
Хвіст блідо-сірий з домішкою чорнуватих і жовтувато-рожевих тонів. За варіантами забарвлення хвоста переважають сірохвістки.

## Природне поширення

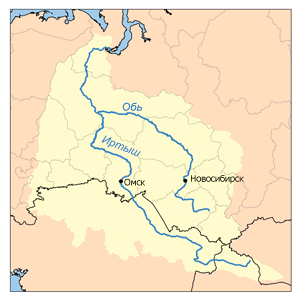
Район природного поширення телеутки

Телеутка поширена в характерних для свого природного регіону стрічкових соснових борах уздовж річок Іртиш та Об, на північ до Новосибірська.
Внаслідок багаторазових акліматизацій присутня в Криму та в острівних лісах на півночі Казахстану; цю форму неодноразово випускали в соснових лісах Середньої Росії та Литви; потужні популяції сформувалися в степовій смузі в межах Ростовської, Донецької та Луганської областей.

## Назва
Ця форма вивірки походить з Сибіру й Алтаю, у зв'язку з чим більшість її описів відомі у викладі російською мовою. У зв'язку з цим і також у зв'язку з широким поширенням неякісних електронних перекладачів сформувалася низка не до кінця перекладених назв, з яких найвідомішою серед зоологів стала "телекачка" — псевдоперекладений зоонім, який присутній навіть на поважних інтернет-ресурсах.
Назва «телеутка» пов'язана з гідронімом Телеутка» та з назвою народу «Телеути» з півдня Західного Сибіру (Кемеровська область).

## Вивірка телеутка в Україні

ареал вивірки-телеутки в Подінців'ї (за: Загороднюк, 2011)

В Україні вивірку-телеутку акліматизували у двох районах: в Гірському Криму і в Подінців'ї. В обох місцях інтродукції місцеві вивірки були або повністю відсутні (Крим) або дуже не чисельні і вкрай обмежено поширені (Подінців'я, зокрема, Кремінські ліси).
Кримську популяцію кількаразово досліджував і описував Альфред Дулицький, яким було описано новий підвид в межах новоствореного ареалу в Криму. Ця популяція сформована з центром інтродукції в районі табору Артек, проте на сьогодні область поширення охоплює практично всю лісову зону південної частини Криму. Вивірка в умовах Криму майже втратила свої вихідні ознаки і стала ближчою до східноєвропейських форм.